# ولیک دوله پری تمنیکی
ولیک دوله پری تمنیکی (به لاتین: Velike Dole pri Temenici) یک زیستگاه انسانی در اسلوونی است که در Ivančna Gorica Municipality واقع شده‌است.

## خصوصیات
ولیک دوله پری تمنیکی ۰٫۶۳ کیلومترمربع مساحت و ۳۲ نفر جمعیت دارد و ۳۳۶٫۲ متر بالاتر از سطح دریا واقع شده‌است.